# Машоналенд Исток
Машоналенд Исток (Mashonaland East) је покрајина Зимбабвеа. Површина је 54.172 km² и број становника је око 1,1 милион (2002). Марондера је главни град покрајине.